# Забороль (Ровненская область)
Забороль (укр. Забороль) — село в Александрийской сельской общине Ровненского района Ровненской области Украины.
Население по переписи 2001 года составляло 1340 человек. Почтовый индекс — 35322. Телефонный код — 362. Код КОАТУУ — 5624684701.